# Bobby Gould
Pour les articles homonymes, voir Robert Gould (homonymie) et Gould.
Robert Hewitt Gould, plus connu sous le nom de Bobby Gould (né le 12 juin 1946 à Coventry dans le Warwickshire), est un joueur de football anglais qui évoluait au poste d'attaquant, avant de devenir ensuite entraîneur.
Son fils, Jonathan, était également footballeur.

## Biographie

### Carrière de joueur
Bobby Gould dispute au cours de sa carrière 239 matchs en première division anglaise, pour 77 buts, deux matchs en Coupe de l'UEFA (un but), et une rencontre en Coupe des coupes.
Il inscrit 17 buts en première division avec le club des Wolverhampton Wanderers lors de la saison 1970-1971, ce qui constitue sa meilleure performance. Lors de cette saison, il est l'auteur d'un triplé, lors de la réception de Manchester United.

### Carrière d'entraîneur
Il est le sélectionneur du Pays de Galles du 6 septembre 1995 au 5 juin 1999, pour un total de 24 matchs dirigés.

## Palmarès

### Palmarès de joueur
| Coventry City - Championnat d'Angleterre D2 (1) : - Champion : 1966-67. - Meilleur buteur : 1966-67 (24 buts). - Championnat d'Angleterre D3 (1) : - Champion : 1963-64. |  | Arsenal - Coupe de la Ligue : - Finaliste : 1968-69. - Coupe des villes de foires (1) : - Champion : 1969-70. |

| West Ham United - Coupe d'Angleterre (1) : - Vainqueur : 1974-75. - Sharity Shield : - Finaliste : 1975. |  | Wolverhampton Wanderers - Championnat d'Angleterre D2 (1) : - Champion : 1976-77. |

### Palmarès d'entraîneur
Wimbledon
- Coupe d'Angleterre (1) :
  - Vainqueur : 1987-88.